# ドーン・ステーリー
ドーン・ステーリー（Dawn Michelle Staley、1970年5月4日 - ）は、アメリカ合衆国ペンシルベニア州フィラデルフィア出身の女子バスケットボール選手、指導者である。ポジションはガード。

## 来歴

### 大学
バージニア大学ではNCAAトーナメントに4度出場、ファイナルフォーには3度進出しており、2135得点とNCAA記録となる454スティールを樹立。
1991年ユニバーシアード米国代表にも選ばれ、金メダル獲得。

### プロ
卒業後の1994年、フランスのタルブGBに在籍。
1996年、ABLのリッチモンド・レイジに入団。1997年にはファイナルに導き、チームは彼女の地元であるフィラデルフィアに移転した。
1999年、WNBAのシャーロット・スティングにドラフト全体9位指名を受け入団。2001年にはWNBAプレーオフに進出した。
2005年、ヒューストン・コメッツへ移籍。プレーオフに進出するも、サクラメント・モナークスにスウィープされ敗退し引退。
2011年、WNBA15周年記念オールタイムチームに選出された。

### ナショナルチーム
米国代表としてアトランタ、シドニー、アテネの3大会連続で五輪に出場。いずれ金メダルを獲得している。
アテネ五輪では選手団の旗手も務めた。

### 指導者
1999年よりテンプル大学のヘッドコーチに就任し、2001、2002、2004年にはNCAAトーナメントに導き、また、NCAA記録となる25連勝も樹立した。
2008年からサウスカロライナ大学ヘッドコーチ。
2020年東京オリンピックの女子アメリカ代表ヘッドコーチとして金メダルに導いた